# Tarık Langat Akdağ

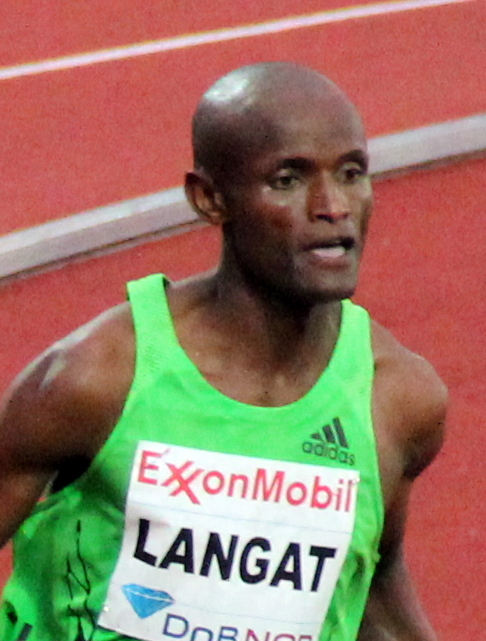
Langat im Jahr 2011

Tarık Langat Akdağ (Geburtsname Patrick Kipkirui Langat; * 16. Juni 1988 in Nandi, Kenia) ist ein türkischer Hindernis- und Langstreckenläufer kenianischer Herkunft.
Am 21. Juni 2011 erhielt er die türkische Staatsangehörigkeit. Bei den Leichtathletik-Europameisterschaften 2012 in Helsinki gewann er Silber über 3000 Meter Hindernis. Er stand im Aufgebot der türkischen Mannschaft für die Olympischen Spiele 2012. In London legte er die 3000-Meter-Hindernis-Strecke im olympischen Finale in 8:27,64 min zurück und wurde Neunter. Der dem Istanbuler Enkaspor Sports Club angehörige Sportler wird von Carol Santa trainiert.

## Persönliche Bestzeiten
- 3000 m: 7:47,68 min, 7. September 2008, Dubnica nad Váhom
  - Halle: 8:02,62 min, 18. Februar 2012, Istanbul
- 5000 m: 13:45,21 min, 13. Mai 2006, Xalapa
- 3000 m Hindernis: 8:08,59 min, 15. Mai 2011, Shanghai